# GP2 Series
GP2 Series byla série automobilových závodů pro monoposty na okruhu založená v roce 2005, nahradila zaniklou Formuli 3000. Zanikla před startem sezóny 2017, kdy byla nahrazena Formulí 2.
Série GP2 vznikla proto, aby závody mohly být pro týmy cenově dostupnější a aby se tím pádem i tvořilo lepší tréninkové prostředí pro Formuli 1. Všechny týmy musely povinně používat stejný podvozek, motor a dodavatele pneumatik, aby se ukázaly skutečné schopnosti jezdců. Všechny závody s výjimkou tří se konaly jako podpůrné závody v rámci závodních víkendů Formule 1, aby se zvýšila prestiž série, jezdci získali zkušenosti s prostředím Grand Prix a využili infrastruktury (maršálů, lékařského zázemí atd.), která je pro závody Formule 1 k dispozici. Závody GP2 se jezdily hlavně na evropských okruzích, ale objevily se i na dalších mezinárodních závodních tratích, jako je Sepang International Circuit v Malajsii a Marina Bay Street Circuit v Singapuru.

## Technické charakteristiky
Všechny týmy používají shodné technické vybavení od totožných dodavatelů. Vozy se hodně podobají vozům Formule 1 a jejich konstrukce vznikají ve firmě Dallara, která má bohaté zkušenosti se stavbou závodních monopostů. Motory dodává firma Renault a mají 70% výkonu oproti motorům ve vozech formule 1 a pneumatiky Pirelli. Převodovky jsou šestistupňové poloautomatické.

## Závodní víkend
V pátek je 30minutový volný trénink a 30minutová kvalifikace, která rozhodne o postavení na startu v sobotním závodě na 180 km.
Během sobotního závodu musí každý pilot minimálně jednou do boxu, kde musí vyměnit minimálně dvě pneumatiky.
V neděli se jede sprint na 120 km a o postavení na startu rozhoduje výsledek sobotního závodu a to tím způsobem, že vítěz sobotního závodu startuje z 8 místa a pilot, který bodoval na 8 místě startuje první.

## Bodování
Bodováních v letech 2005–2011
| Hlavní závod | Hlavní závod | Hlavní závod | Hlavní závod | Hlavní závod | Hlavní závod | Hlavní závod | Hlavní závod |
| 1.           | 2.           | 3.           | 4.           | 5.           | 6.           | 7.           | 8.           |
| ------------ | ------------ | ------------ | ------------ | ------------ | ------------ | ------------ | ------------ |
| 10           | 8            | 6            | 5            | 4            | 3            | 2            | 1            |

| 6 | 5 | 4 | 3 | 2 | 1 |

- Nejrychlejší kolo v každém závodě – 1 bod, pokud jezdec odjel aspoň 90% závodu. Od roku 2008 musel jezdec dojet do 10. místa, aby mohl získat bod.
- Pole position – 2 body

Bodováních v letech 2012–2016
| Hlavní závod | Hlavní závod | Hlavní závod | Hlavní závod | Hlavní závod | Hlavní závod | Hlavní závod | Hlavní závod | Hlavní závod | Hlavní závod |
| 1.           | 2.           | 3.           | 4.           | 5.           | 6.           | 7.           | 8.           | 9.           | 10.          |
| ------------ | ------------ | ------------ | ------------ | ------------ | ------------ | ------------ | ------------ | ------------ | ------------ |
| 25           | 18           | 15           | 12           | 10           | 8            | 6            | 4            | 2            | 1            |

| Nedělní sprint | Nedělní sprint | Nedělní sprint | Nedělní sprint | Nedělní sprint | Nedělní sprint | Nedělní sprint | Nedělní sprint |
| 1.             | 2.             | 3.             | 4.             | 5.             | 6.             | 7.             | 8.             |
| -------------- | -------------- | -------------- | -------------- | -------------- | -------------- | -------------- | -------------- |
| 15             | 12             | 10             | 8              | 6              | 4              | 2              | 1              |

- Nejrychlejší kolo v každém závodě – 2 body
- Pole position – 2 body

## Šampioni

### Jezdci
| Sezóna | Jezdec            | Tým                  | Pole position | Výhry | Pódia | Nejrychlejší kola | Body  | Bodový náskok |
| ------ | ----------------- | -------------------- | ------------- | ----- | ----- | ----------------- | ----- | ------------- |
| 2005   | Nico Rosberg      | ART Grand Prix       | 4             | 5     | 12    | 5                 | 120   | 15            |
| 2006   | Lewis Hamilton    | ART Grand Prix       | 1             | 5     | 14    | 7                 | 114   | 12            |
| 2007   | Timo Glock        | iSport International | 4             | 5     | 10    | 4                 | 88    | 11            |
| 2008   | Giorgio Pantano   | Racing Engineering   | 4             | 4     | 7     | 4                 | 76    | 12            |
| 2009   | Nico Hülkenberg   | ART Grand Prix       | 3             | 5     | 10    | 5                 | 100   | 25            |
| 2010   | Pastor Maldonado  | Rapax                | 4             | 4     | 7     | 4                 | 87    | 12            |
| 2011   | Romain Grosjean   | DAMS                 | 1             | 5     | 10    | 6                 | 89    | 35            |
| 2012   | Davide Valsecchi  | DAMS                 | 2             | 4     | 10    | 5                 | 247   | 25            |
| 2013   | Fabio Leimer      | Racing Engineering   | 1             | 3     | 7     | 1                 | 201   | 20            |
| 2014   | Jolyon Palmer     | DAMS                 | 3             | 4     | 12    | 7                 | 276   | 47            |
| 2015   | Stoffel Vandoorne | ART Grand Prix       | 4             | 7     | 16    | 7                 | 341,5 | 160           |
| 2016   | Pierre Gasly      | Prema Racing         | 4             | 4     | 9     | 3                 | 219   | 8             |

### Týmy
| Sezóna | Tým                             | Pole position | Výhry | Pódia | Nejrychlejší kola | Body | Bodový náskok |
| ------ | ------------------------------- | ------------- | ----- | ----- | ----------------- | ---- | ------------- |
| 2005   | ART Grand Prix                  | 5             | 7     | 19    | 7                 | 187  | 61            |
| 2006   | ART Grand Prix                  | 1             | 6     | 14    | 8                 | 114  | 12            |
| 2007   | iSport International            | 5             | 6     | 13    | 6                 | 118  | 31            |
| 2008   | Barwa International Campos Team | 0             | 4     | 9     | 3                 | 103  | 8             |
| 2009   | ART Grand Prix                  | 3             | 7     | 22    | 6                 | 180  | 65            |
| 2010   | Rapax                           | 5             | 4     | 9     | 5                 | 115  | 5             |
| 2011   | Barwa Addax Team                | 4             | 2     | 9     | 1                 | 101  | 12            |
| 2012   | DAMS                            | 2             | 4     | 14    | 5                 | 342  | 6             |
| 2013   | Russian Time                    | 3             | 5     | 9     | 5                 | 273  | 0             |
| 2014   | DAMS                            | 4             | 5     | 14    | 7                 | 349  | 57            |
| 2015   | ART Grand Prix                  | 4             | 8     | 19    | 8                 | 410  | 160           |
| 2016   | Prema Racing                    | 6             | 9     | 17    | 5                 | 430  | 172           |

## Jezdci, kteří se dostali do Formule 1
| Jezdec              | GP2       | GP2    | GP2   | GP2    | F1                         | F1         | F1     | F1    | F1            | F1     | Tituly v jiných sériích po GP2                       |
| Jezdec              | Roky      | Závody | Výhry | Pódium | Roky                       | První tým  | Závody | Výhry | Pole position | Pódium | Tituly v jiných sériích po GP2                       |
| ------------------- | --------- | ------ | ----- | ------ | -------------------------- | ---------- | ------ | ----- | ------------- | ------ | ---------------------------------------------------- |
| Jules Bianchi       | 2010–2011 | 38     | 1     | 10     | 2013–2014                  | Marussia   | 34     | 0     | 0             | 0      |                                                      |
| Sébastien Buemi     | 2007–2008 | 31     | 2     | 5      | 2009–2011                  | Toro Rosso | 55     | 0     | 0             | 0      | FIA WEC (2014), Formule E (2015–16)                  |
| Karun Chandhok      | 2007–2009 | 61     | 2     | 5      | 2010–2011                  | HRT        | 11     | 0     | 0             | 0      |                                                      |
| Max Chilton         | 2010–2012 | 62     | 2     | 4      | 2013–2014                  | Marussia   | 35     | 0     | 0             | 0      |                                                      |
| Jérôme d'Ambrosio   | 2008–2010 | 58     | 1     | 7      | 2011–2012                  | Virgin     | 20     | 0     | 0             | 0      |                                                      |
| Lucas di Grassi     | 2006–2009 | 75     | 5     | 21     | 2010                       | Virgin     | 18     | 0     | 0             | 0      | Formule E (2016–17)                                  |
| Marcus Ericsson     | 2010–2013 | 84     | 3     | 13     | 2014–2018                  | Caterham   | 97     | 0     | 0             | 0      |                                                      |
| Pierre Gasly        | 2014–2016 | 49     | 4     | 13     | 2017–dosud                 | Toro Rosso | 116    | 1     | 0             | 3      |                                                      |
| Antonio Giovinazzi  | 2016      | 22     | 5     | 8      | 2017, 2019–2021            | Sauber     | 23     | 0     | 0             | 0      |                                                      |
| Timo Glock          | 2006–2007 | 42     | 7     | 15     | 2004, 2008–2012            | Jordan     | 91     | 0     | 0             | 3      |                                                      |
| Romain Grosjean     | 2008–2011 | 54     | 9     | 21     | 2009, 2011–2015, 2016–2020 | Renault    | 181    | 0     | 0             | 10     | GP2 Asia Series (2008, 2011), Auto GP (2010)         |
| Esteban Gutiérrez   | 2011–2012 | 41     | 4     | 9      | 2013–2014, 2016            | Sauber     | 59     | 0     | 0             | 0      |                                                      |
| Lewis Hamilton      | 2006      | 21     | 5     | 14     | 2007–dosud                 | McLaren    | 318    | 103   | 103           | 194    | Formule 1 (2008, 2014, 2015, 2017, 2018, 2019, 2020) |
| Brendon Hartley     | 2010–2012 | 12     | 0     | 0      | 2017–2018                  | Toro Rosso | 25     | 0     | 0             | 0      | FIA WEC (2014), Formule E (2015–16)                  |
| Rio Haryanto        | 2012–2015 | 90     | 3     | 7      | 2016                       | Manor      | 12     | 0     | 0             | 0      |                                                      |
| Nico Hülkenberg     | 2009      | 21     | 5     | 10     | 2010, 2012–2020, 2022–2023 | Williams   | 192    | 0     | 1             | 0      | 24 hodin Le Mans (2015)                              |
| Sakon Jamamoto      | 2007–2008 | 21     | 0     | 0      | 2006, 2007, 2010           | Spyker     | 21     | 0     | 0             | 0      |                                                      |
| Kamui Kobajaši      | 2008–2009 | 40     | 1     | 2      | 2009–2012, 2014            | Toyota     | 75     | 0     | 0             | 1      | GP2 Asia Series (2008–09)                            |
| Heikki Kovalainen   | 2005      | 23     | 5     | 12     | 2007–2013                  | Renault    | 111    | 1     | 1             | 4      | Super GT (2016)                                      |
| Pastor Maldonado    | 2007–2010 | 73     | 10    | 18     | 2011–2015                  | Williams   | 95     | 1     | 1             | 1      |                                                      |
| Kazuki Nakadžima    | 2007      | 21     | 0     | 6      | 2007–2009                  | Williams   | 36     | 0     | 0             | 0      | Formule Nippon (2012), Super Formula (2014)          |
| Felipe Nasr         | 2012–2014 | 68     | 4     | 20     | 2015–2016                  | Sauber     | 39     | 0     | 0             | 0      | WeatherTech SportsCar Championship (2018)            |
| Jolyon Palmer       | 2011–2014 | 68     | 7     | 18     | 2016–2017                  | Renault    | 37     | 0     | 0             | 0      |                                                      |
| Sergio Pérez        | 2009–2010 | 40     | 5     | 9      | 2011–dosud                 | Sauber     | 247    | 6     | 3             | 30     |                                                      |
| Vitalij Petrov      | 2006–2009 | 69     | 4     | 11     | 2010–2012                  | Renault    | 57     | 0     | 0             | 1      |                                                      |
| Charles Pic         | 2010–2011 | 38     | 3     | 8      | 2012–2013                  | Marussia   | 39     | 0     | 0             | 0      |                                                      |
| Nelson Piquet Jr.   | 2005–2006 | 44     | 5     | 13     | 2008–2009                  | Renault    | 28     | 0     | 0             | 1      | Formule E (2014–15)                                  |
| Nico Rosberg        | 2005      | 23     | 5     | 12     | 2006–2016                  | Williams   | 206    | 23    | 18            | 57     | Formule 1 (2016)                                     |
| Alexander Rossi     | 2013–2015 | 48     | 4     | 11     | 2015                       | Manor      | 5      | 0     | 0             | 0      | 500 mil Indianapolis (2016)                          |
| Bruno Senna         | 2007–2008 | 41     | 3     | 9      | 2010–2012                  | HRT        | 46     | 0     | 0             | 0      |                                                      |
| Sergej Sirotkin     | 2015–2016 | 44     | 3     | 4      | 2018                       | Williams   | 21     | 0     | 0             | 0      |                                                      |
| Scott Speed         | 2005      | 23     | 0     | 5      | 2006–2007                  | Toro Rosso | 28     | 0     | 0             | 0      | Global RallyCross Championship (2015, 2016)          |
| Giedo van der Garde | 2009–2012 | 82     | 5     | 17     | 2013                       | Caterham   | 19     | 0     | 0             | 0      | European Le Mans Series (2016)                       |
| Stoffel Vandoorne   | 2014–2015 | 43     | 11    | 25     | 2016–2018                  | McLaren    | 41     | 0     | 0             | 0      |                                                      |

Poznámky
- Tučně jsou označeni současní jezdi Formule 1.
- Červeně jsou označeni mistři světa Formule 1.
- Žlutě jsou označeni mistři GP2.
- Timo Glock, Giorgio Pantano, Gianmaria Bruni, Sakon Jamamoto a Antonio Pizzonia jezdili nejdříve ve Formuli 1, až poté v GP2 Series. Glock a Jamamoto se do Formule 1 později vrátili.